# 平戸太貴
平戸 太貴（ひらと たいき、1997年4月18日 - ）は、茨城県ひたちなか市出身のプロサッカー選手。Jリーグ・京都サンガF.C.所属。ポジションはミッドフィールダー（MF）。

## 経歴

### プロ入り前
鹿島アントラーズのアカデミーで、鹿島ジュニアユースから2013年に鹿島ユースに昇格し、同時に鹿島学園高等学校に入学した。ユースの同期には町田浩樹、田中稔也、垣田裕暉がいる。1年生の時から高円宮杯U-18プレミアリーグに出場し、2年生だった2014年は、鹿島ユースの高円宮杯U-18プレミアリーグイースト3位とJユースカップ獲得に貢献するとともに、2種登録選手としてトップチームに登録された。3年生だった2015年は、トップチームの宮崎キャンプに参加した。また、中心選手の1人として鹿島ユースの高円宮杯U-18プレミアリーグ優勝とチャンピオンシップ獲得に貢献した。チャンピオンシップの対ガンバ大阪ユース戦では、鹿島ユースの司令塔として相手の両SBが高い位置に出る背後に縦パスを出し決勝点の起点となり、チームを日本一に導いた。

### 鹿島アントラーズ
2016年、町田、田中、垣田とともにトップチームに昇格。5月25日、ナビスコカップ第6節のジュビロ磐田戦で公式戦初出場を果たした。

### FC町田ゼルビア
2017年1月7日、FC町田ゼルビアへの翌年1月31日までの期限付き移籍が発表された。7月22日、第24節のFC岐阜戦でプロ入り初得点を決めた。8月16日、第28節の名古屋グランパス戦では先発出場し、試合中に退場処分となったが後日取り消された。
2018年も期限付き移籍期間を延長し、引き続き町田でプレー。3月4日、第2節の大宮アルディージャ戦で2試合連続アシストの活躍を見せるなど、正確なキックからアシストを量産。7月21日、第24節のツエーゲン金沢戦では決勝点を決めて勝利に貢献。8月には4試合でチーム月間総得点（8点）の半数以上となる5得点をマーク。チームの首位浮上の立役者となった事が評価され、8月度のJ2月間MVPを受賞した。最終的に40試合に出場し、8得点とリーグ1位の17アシストを記録し、ブレイクを果たした。

### 鹿島復帰
2019年シーズンより鹿島に復帰。3月5日、ACL第1節のジョホール・ダルル・タクジムFC戦で復帰後初得点を記録。4月6日、第6節の名古屋グランパス戦でJ1初出場を果たした。しかし鹿島では三竿健斗やレオ・シルバなどボランチのポジション争いが激しいこともあって右サイドバックをメインに出場している。

### 町田復帰
2019年8月1日、鹿島では出場機会を得られず、FC町田ゼルビアに完全移籍で復帰を果たした。

### 京都サンガF.C.
2023年、京都サンガF.C.へ完全移籍加入。

## プレースタイル
基本技術のレベルが高く、両足ともに正確なボールを蹴ることができるボランチ。複数のポジションをこなすユーティリティー性も備えている。

## 所属クラブ
- 2007年 - 2009年 鹿島アントラーズジュニア（ひたちなか市立田彦小学校）
- 2010年 - 2012年 鹿島アントラーズジュニアユース（ひたちなか市立田彦中学校）
- 2013年 - 2015年 鹿島アントラーズユース（鹿島学園高等学校）
  - 2014年 - 2015年 鹿島アントラーズ（2種登録選手）
- 2016年 - 2019年7月 鹿島アントラーズ
  - 2017年 - 2018年 FC町田ゼルビア（期限付き移籍）
- 2019年8月 - 2022年 FC町田ゼルビア
- 2023年 - 京都サンガF.C.

## 個人成績
| 国内大会個人成績 | 国内大会個人成績 | 国内大会個人成績 | 国内大会個人成績 | 国内大会個人成績 | 国内大会個人成績 | 国内大会個人成績 | 国内大会個人成績 | 国内大会個人成績 | 国内大会個人成績 | 国内大会個人成績 | 国内大会個人成績 |
| 年度             | クラブ           | 背番号           | リーグ           | リーグ戦         | リーグ戦         | リーグ杯         | リーグ杯         | オープン杯       | オープン杯       | 期間通算         | 期間通算         |
| 年度             | クラブ           | 背番号           | リーグ           | 出場             | 得点             | 出場             | 得点             | 出場             | 得点             | 出場             | 得点             |
| 日本             | 日本             | 日本             | 日本             | リーグ戦         | リーグ戦         | リーグ杯         | リーグ杯         | 天皇杯           | 天皇杯           | 期間通算         | 期間通算         |
| ---------------- | ---------------- | ---------------- | ---------------- | ---------------- | ---------------- | ---------------- | ---------------- | ---------------- | ---------------- | ---------------- | ---------------- |
| 2016             | 鹿島             | 35               | J1               | 0                | 0                | 2                | 0                | 0                | 0                | 2                | 0                |
| 2017             | 町田             | 18               | J2               | 26               | 3                | -                | -                | 1                | 0                | 27               | 3                |
| 2018             | 町田             | 8                | J2               | 40               | 8                | -                | -                | 2                | 1                | 42               | 9                |
| 2019             | 鹿島             | 17               | J1               | 1                | 0                | -                | -                | 1                | 0                | 2                | 0                |
| 2019             | 町田             | 10               | J2               | 17               | 2                | -                | -                | -                | -                | 17               | 2                |
| 2020             | 町田             | 10               | J2               | 42               | 9                | -                | -                | -                | -                | 42               | 9                |
| 2021             | 町田             | 10               | J2               | 40               | 8                | -                | -                | 1                | 0                | 41               | 8                |
| 2022             | 町田             | 10               | J2               | 38               | 9                | -                | -                | 1                | 0                | 39               | 9                |
| 2023             | 京都             | 39               | J1               | 13               | 0                | 4                | 1                | 1                | 0                | 18               | 1                |
| 2024             | 京都             | 39               | J1               | 26               | 2                | 1                | 0                | 5                | 1                | 32               | 2                |
| 通算             | 日本             | 日本             | J1               | 40               | 2                | 7                | 1                | 7                | 1                | 54               | 3                |
| 通算             | 日本             | 日本             | J2               | 203              | 39               | -                | -                | 5                | 1                | 208              | 40               |
| 総通算           | 総通算           | 総通算           | 総通算           | 243              | 41               | 7                | 1                | 12               | 2                | 262              | 43               |

| 国際大会個人成績 | 国際大会個人成績 | 国際大会個人成績 | 国際大会個人成績 | 国際大会個人成績 | FIFA      | FIFA      |
| 年度             | クラブ           | 背番号           | 出場             | 得点             | 出場      | 得点      |
| AFC              | AFC              | AFC              | ACL              | ACL              | クラブW杯 | クラブW杯 |
| ---------------- | ---------------- | ---------------- | ---------------- | ---------------- | --------- | --------- |
| 2016             | 鹿島             | 35               | -                | -                | 0         | 0         |
| 2019             | 鹿島             | 17               | 4                | 1                | -         | -         |
| 通算             | AFC              | AFC              | 4                | 1                | 0         | 0         |

- 公式戦初出場 - 2016年5月25日 ナビスコカップGS第6節 ジュビロ磐田戦（カシマ）
- Jリーグ初出場 - 2017年2月26日 J2第1節 ジェフユナイテッド千葉戦（町田）
- Jリーグ初得点 - 2017年7月22日 J2第24節 FC岐阜戦（長良川）

## タイトル

### クラブ
鹿島アントラーズユース
- Jユースカップ：1回（2014年）
- 高円宮杯U-18プレミアリーグ EAST：1回（2015年）
- 高円宮杯U-18サッカーリーグ チャンピオンシップ：1回（2015年）

鹿島アントラーズ
- J1リーグ：1回（2016年）
- 天皇杯全日本サッカー選手権大会：1回（2016年）

### 個人
- J2リーグ・月間MVP：1回（2018年8月）

## 代表歴
- U-20日本代表
  - M-150カップ（2017年）